# Codility
A Codility egy 2009-ben létrehozott Angliában bejegyzett lengyel fejlesztési központtal rendelkező portál, amely segítséget nyújt a szoftverfejlesztőket kereső cégek számára a jelentkező szakemberek informatikai tudásának egységes méréséhez, megkönnyítve ezzel a kiválasztási folyamat (angolul assessment) szakmai részét.
Az ötlet és a alapok lerakása Greg Jakachi-hoz köthető.
Az állást kereső fejlesztőtől feladatmegoldást várnak el, algoritmus leprogramozását egy konkrét programozási nyelven (Java, C, C++, C#, JavaScript, Lua, Pascal, Perl, PHP, Python, Ruby, Scala, SQL,   Objective-C,  VB.NET), amit tesztek segítségével osztályoznak aszerint, hogy mennyire hatékony a program. Mindez automatikus tesztek futtatásával történik. Az eredmények alapján dönthet a kereső cég, hogy az illető fejlesztővel folytatja-e vagy sem a kiválasztást.
A cégek számára nyújtott kiválasztási szolgáltatás nem ingyenes, többféle előfizetési lehetőséget is biztosít a portál. A cégek saját feladatsort állíthatnak össze a jelöltjeik számára.
A kiválasztás során a portál újdonsága, hogy nem adott számú kérdéseket és a válaszokat tartalmazó tesztkérdéssorral győződhet meg a kiválasztó a jelölt tudásáról, hanem a algoritmikus feladatok konkrét megoldásán keresztül bizonyosodhat meg az illető tudásáról.
A Codility két-három havonta kiad egy Challenge-et, amely ingyenesen kidolgozható a rendszerében, a tökéletes megoldást ill. nagyjából jó megoldást a Codility Award-okkal tünteti ki (Golden, Silver Award). A leggyorsabban jó megoldást adókat pedig a honlapon is feltünteti.
A portál tartalmaz tréning feladatsorokat is, ahol gyakorolhatnak a jelöltek, illetve support is.